# Hässleholmsgården
Hässleholmsgården, förr Hässleholms säteri, är en herrgård i Stoby socken i Västra Göinge härad, numera tillhörande Hässleholms kommun i Skåne län.
Det nuvarande corps-de-logiet uppfördes år 1819, medan flygelbyggnaderna är från 1780-talet. Hässleholms järnvägsstation, tillkommen år 1860, fick sitt namn efter denna herrgård. Hässleholmsgården ligger i Hässleholm, ca 1,5 km sydväst om stadens centrum.

## Historia

### 1500-tal till 1800-tal

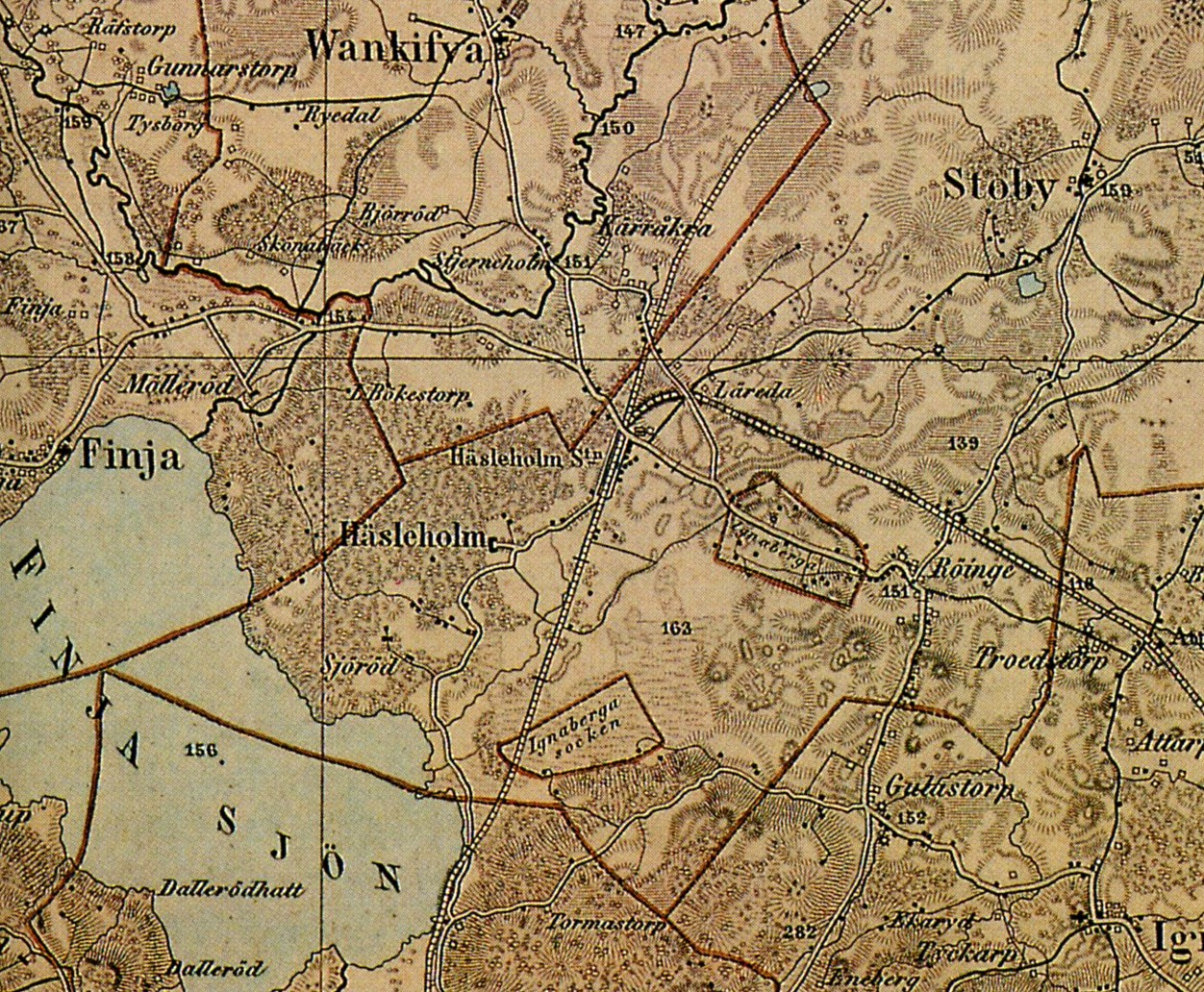
Karta från 1865 med Hässleholmsgården utmärkt som Häsleholm

Hässleholms säteri är känt sedan 1539, då Matz Torbensen, väpnare och hövitsman i Göinge, titulerade sig själv som "Herre till Hesselholm". Efter Matz Torbensen så gick gården i arv, eller togs över via ingifte.
När den svenske adelsmannen Nils Kagg 1629 kom på besök till Hässleholmsgården, efter en resa ute i Europa, hade han slagit följe med en man som kallade sig Erik Gyllenstierna. Även den unga adelsdamen Gertrud Grip från Björkeberga var på besök på gården. De båda fattade tycke för varandra och Erik blev inbjuden till Björkeberga gård av Gertrud Grip. Där förlovade de sig och rymde inom kort tid över gränsen till Hallaryd i Småland. Där vigdes de av Hallaryds kyrkoherde. Kort efter de gift sig så avslöjades det att Erik Gyllenstierna var en bedragare. Hans riktiga namn var Lars Wivallius. Wivallius blev fängslad och började under sin fängelsevistelse att skriva dikter. Idag är Lars Wivallius en av Sveriges mest berömda 1600-talskalder.
År 1646 tog Walkendorffsläkten över Hässleholmsgården. De fick även patronatsrätt till Stoby kyrka samma år, vilken stod kvar fram till 1889. Gården beboddes förmodligen sällan av familjen, utan arrenderades i stället ut till olika brukare. 1714 så köpte Christian Sommar, senare adlad Cederfeldt, Hässleholmsgården. 1734 överläts gården till Casper Ehrenborg på Hovdala.
Släkten Ehrenborg lät bygga gårdens flygelbyggnader, under 1780-talet, samt den nuvarande huvudbyggnaden 1819. År 1857 så skänkte August Ehrenborg en del av gårdens mark till det pågående bygget av stambanan mellan Malmö och Nässjö. På en del av marken byggdes sedan Hässleholms järnvägsstation, vilken fått sitt namn efter Hässleholmsgården.

### 1900-tal till nutid
Under slutet av 1800-talet genomfördes en sänkning av Finjasjön i två omgångar, vilket tärde ekonomiskt på flera av gårdarna runt sjön. Så även på Hässleholmsgården, som 1911 såldes på exekutiv auktion. Gården köptes av kronolänsmannen i Hässleholm, Oscar Stjärndahl.
Efter flera ägarbyte de följande åren, köpte slutligen ryttmästaren Ragnar Olson gården 1917. Ragnar Olson var en mycket duktig ryttare och deltog bland annat i de Olympiska sommarspelen 1928, där han tog ett silver och ett brons.
Efter Tysklands kapitulation i Första världskriget så flydde general Erich Ludendorff till Sverige. Ragnar Olson tog emot honom som gäst på Hässleholmsgården, där han stannade några månader. Under sin tid på gården skrev Ludendorff ner sina krigsminnen till boken Mina minnen från kriget.
1930 köpte Herluw Pålsson från Malmö Hässleholmsgården. Han bosatte sig på gården och drev den till en början med hjälp av en inspektor för att senare arrendera ut den. 1964 köpte sedan Hässleholms stad Hässleholmsgården av Herluw Pålsson.
Numera används Hässleholmsgårdens byggnader och dess närmiljö mestadels till motion och rekreation.